# بلمونت (استرالیای غربی)
بلمونت (به انگلیسی: Belmont) یک حومه شهر در استرالیا است که در استرالیای غربی واقع شده‌است.